# Caitlin Cronin
Pour les articles homonymes, voir Cronin.
Caitlin Cronin, née le 22 mars 1995, est une rameuse d'aviron australienne, médaillée de bronze en quatre de couple féminin aux Jeux olympiques d'été de 2020.

## Carrière
Aux Jeux olympiques d'été de 2020, elle remporte la médaille de bronze du quatre de couple avec ses compatriotes Harriet Hudson, Rowena Meredith et Ria Thompson.

## Palmarès
- 2021: Tokyo,  Japon
  -  Médaille de bronze au quatre de couple féminin